# Вальдорфский салат

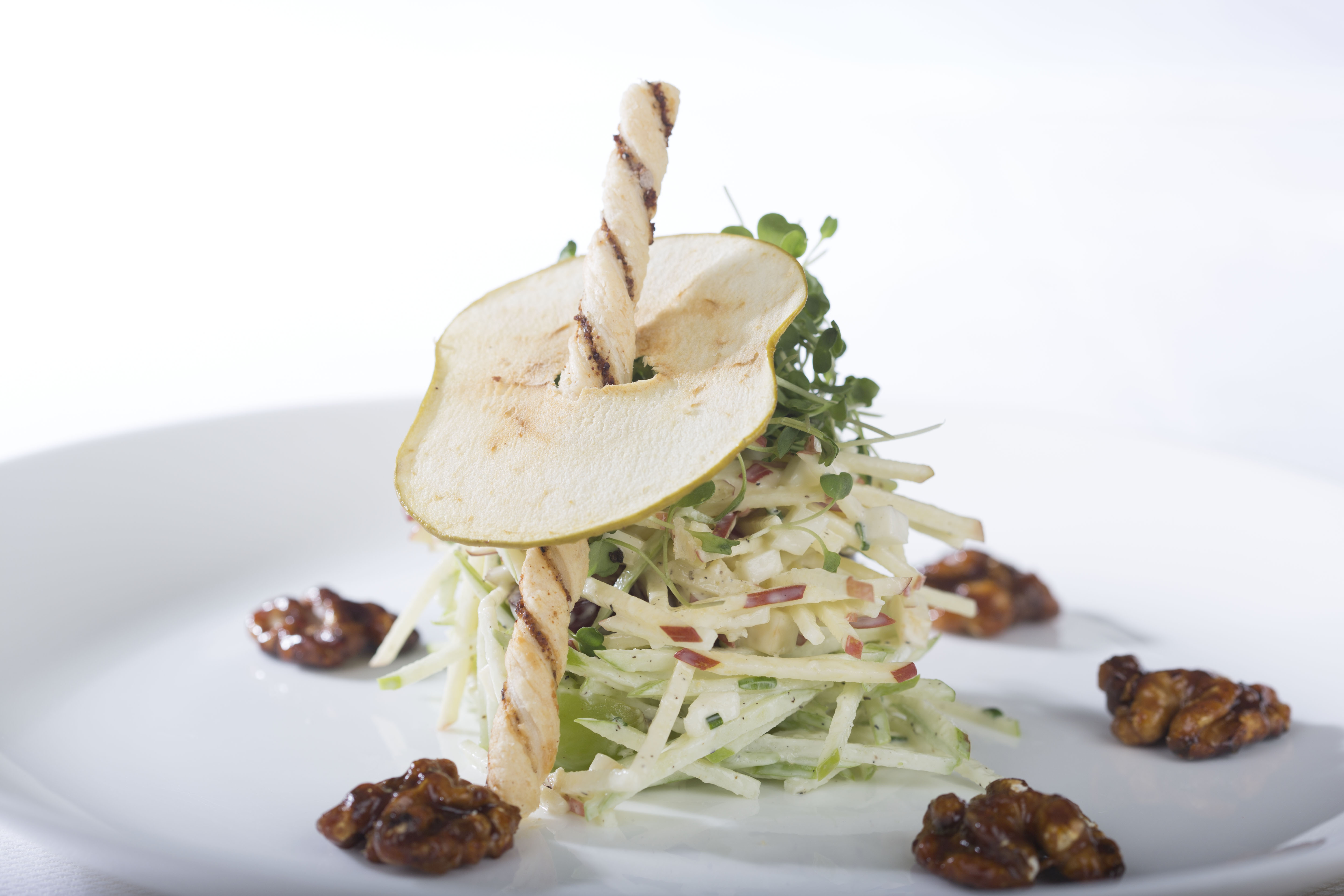
Вальдорфский салат

Вальдорфский салат, уолдорфский салат, салат «Уолдорф» (англ. Waldorf salad) — классический американский салат из кисло-сладких яблок, нарезанных тонкой соломкой стеблей (в оригинале) или корня (в современных рецептах) сельдерея и грецких или иных орехов, приправленный майонезом или лимонным соком с кайенским перцем. В вальдорфский салат также часто добавляют свежий виноград или изюм. В современной кухне выступает как самостоятельным блюдом, так и гарниром.
Уолдорфский салат впервые появился на рубеже XIX—XX веков в нью-йоркском отеле «Уолдорф-Астория», чем и объясняется его название. Тогда в рецепт фирменного салата не входили орехи, однако именно рецепт с добавлением орехов, появившийся не позднее 1928 года, считается ныне классическим. В 1896 году рецепт уолдорфского салата был включён в поваренную книгу, выпущенную энергичным метрдотелем «Уолдорфа» Оскаром Чирки, который как-то сервировал его на обеде на полторы тысячи гостей. По другой версии уолдорфский салат впервые появился в ресторанной сети Waldorf Lunch System, символом которой являлось яблоко. Уолдорфский салат упоминается в песне «You’re the Top» Коула Портера из мюзикла «Anything Goes» 1934 года.
Сходный по ингредиентам овощной салат советской кухни с яблоком и сельдереем, но без орехов, заправленный сметаной, называется «витаминным».